# Gamagna
Gamagna è una frazione del comune di Fiamignano, in provincia di Rieti.
Si trova nel territorio del Cicolano, a un'altitudine di 773 m s.l.m. Ha una popolazione di 44 abitanti.

## Geografia fisica

### Territorio
Il borgo, circondato dai monti del Cicolano, si trova in un territorio prevalentemente montuoso, a tratti impervio e spesso boscoso, a breve distanza dall'altopiano di Rascino, situato a circa 19 chilometri.
I boschi circostanti la frazione sono misti; costituiti per lo più da roverelle, cerri, ornielli e varie specie di aceri. Sono altresì presenti castagni e noccioli, pioppi, robinie ed ailanti, sorbi, ciliegi, meli e peri selvatici. Per quanto riguarda gli arbusti vanno menzionati, perché particolarmente diffusi, la ginestra odorosa di spagna e quella dei carbonai, il sanguinello ed il ginepro, il prugnolo, il sambuco nero e la rosa canina.
Dista 33 chilometri da Rieti e 3 circa dal capoluogo comunale di Fiamignano.

## Storia
Sorto nell'area adiacente al sito presso cui un tempo sorgeva la città romana di Vesbula, prima della dominazione romana l'intera zona sarebbe stata abitata dagli Equi, bellicosa popolazione che si oppose strenuamente alle truppe di Roma.
L'origine dell'attuale borgo, invece, è certamente pre-napoleonica, dal momento che vi è attestazione di un castello medievale col nome di Gamagna, attestato nel Catalogus, che comprendeva al suo interno le ville di Gamagna, S. Agapito, S. Salvatore e la più recente Fontefredda. 
Come le altre 25 frazioni appartenenti al comune di Fiamignano, è stata feudo di dominio dei Mareri (fino al 1532), dei Colonna (1532-1663) e dei Barberini (1663-1806).
Lo stemma del comune di Fiamignano raffigura una fiamma che sovrasta le cinque torri rappresentanti le cinque "università" in cui venne suddiviso il territorio, ovvero Mercato, Gamagna, Poggio Viano, Sambuco e Radicaro: ogni "università" raggruppava più frazioni e conserva tuttora alcune prerogative di giurisdizione sul territorio assegnatole.
Pertanto fino al 1807 Gamagna era a capo dell'unità amministrativa "università di Gamagna", dal 1807 al 1811 fu aggregata al governo di Mercato per poi divenirne frazione fino al 1953, allorquando passò ad essere frazione di Fiamignano.
Come l'intero Cicolano, durante il periodo napoleonico entrò a far parte del regno di Napoli e del distretto di Cittaducale durante la restaurazione. Con l'Unità d'Italia, nel 1861, si registrò in tutta l'area un’adesione al regno d'Italia, ma successive insurrezioni di quanti auspicavano un ritorno dei Borboni, placate solo con l’intervento dell’esercito, dettero vita nella regione al fenomeno del brigantaggio. 
Dal 1861 Gamagna appartenne alla provincia dell'Aquila, mentre nel 1927, a seguito del riordino delle circoscrizioni provinciali per volontà del governo fascista, venne inglobata nella neonata provincia di Rieti.

## Monumenti e luoghi d'interesse

### Architetture religiose
- Chiesa di Maria SS. delle Grazie.

## Società

### Tradizioni e folclore
- 8 Settembre, festa patronale di SS. Maria delle Grazie.

## Infrastrutture e trasporti
Il paese è raggiungibile dall'uscita Valle del Salto dell'autostrada A24, da cui dista 16 chilometri, attraverso la strada statale 578 Salto Cicolana, percorribile anche dalla direzione opposta se si proviene dal capoluogo reatino.